# 극한 비교 판정법
미적분학에서 극한 비교 판정법(極限比較判定法, 영어: limit comparison test)은 음이 아닌 실수 항의 급수의 수렴 여부를 판단하는 방법의 하나다. 이에 따르면, 두 양항 급수의 항의 비가 0이 아닌 실수로 수렴한다면, 두 급수의 수렴 여부는 같다.

## 정의와 증명
두 양의 실수 항 급수 {\displaystyle \sum _{n=0}^{\infty }a_{n}}과 {\displaystyle \sum _{n=0}^{\infty }b_{n}}이 주어졌다고 하자 ({\displaystyle a_{n},b_{n}>0\forall n\geq 0}). 또한, 극한
{\displaystyle \lim _{n\to \infty }{\frac {a_{n}}{b_{n}}}=L\in (0,\infty )}
가 존재하며, 0이 아닌 양의 실수라고 하자. 그렇다면, 두 급수는 둘 다 수렴하거나, 둘 다 발산한다. 이를 극한 비교 판정법이라고 한다.
증명:
극한 비교 판정법은 비교 판정법의 따름정리다. 가정에 따라, 충분히 큰 {\displaystyle n}에 대하여
{\displaystyle {\frac {1}{2}}L<{\frac {a_{n}}{b_{n}}}<2L}
이다. 즉, 충분히 큰 {\displaystyle n}에 대하여
{\displaystyle {\frac {1}{2}}Lb_{n}<a_{n}<2Lb_{n}}
이다. 만약 {\displaystyle \sum _{n=n_{0}}^{\infty }a_{n}}이 수렴한다면, 비교 판정법에 따라 {\displaystyle \sum _{n=n_{0}}^{\infty }{\frac {1}{2}}Lb_{n}} 역시 수렴하며, 따라서 {\displaystyle \sum _{n=n_{0}}^{\infty }b_{n}}은 수렴한다. 반대로, 만약 {\displaystyle \sum _{n=n_{0}}^{\infty }b_{n}}이 수렴한다면, {\displaystyle \sum _{n=n_{0}}^{\infty }2Lb_{n}} 역시 수렴하며, 비교 판정법에 따라 {\displaystyle \sum _{n=n_{0}}^{\infty }a_{n}} 역시 수렴한다. 즉, 두 급수의 수렴 여부는 동치다.
보다 일반적으로, 두 음이 아닌 실수 항 {\displaystyle a_{n},b_{n}\geq 0}의 급수 {\displaystyle \sum _{n=0}^{\infty }a_{n}}과 {\displaystyle \sum _{n=0}^{\infty }b_{n}}이 주어졌다고 하자. 그렇다면, 항상 상극한과 하극한
{\displaystyle \limsup _{n\to \infty }{\frac {a_{n}}{b_{n}}}=L'\in [0,\infty ]}
{\displaystyle \liminf _{n\to \infty }{\frac {a_{n}}{b_{n}}}=L''\in [0,\infty ]}
이 존재하며, 항상 {\displaystyle L''\leq L'}이다. 그렇다면, 다음이 성립한다.
- 만약 {\displaystyle L'<\infty }이며, {\displaystyle \sum _{n=0}^{\infty }b_{n}}이 수렴한다면, {\displaystyle \sum _{n=0}^{\infty }a_{n}} 역시 수렴한다.
- 만약 {\displaystyle L''>0}이며, {\displaystyle \sum _{n=0}^{\infty }a_{n}}이 수렴한다면, {\displaystyle \sum _{n=0}^{\infty }b_{n}} 역시 수렴한다.

특히, 만약 {\displaystyle 0<L''\leq L'<\infty }라면, 두 급수의 수렴 여부는 같다. 만약 극한 {\displaystyle L}이 존재한다면, {\displaystyle L=L'=L''}이다. 따라서 이는 이전 결과를 일반화한다.
증명:
덜 일반적인 결과의 증명과 마찬가지로, 충분히 큰 {\displaystyle n}에 대하여
{\displaystyle {\frac {1}{2}}L''<{\frac {a_{n}}{b_{n}}}<2L'}
이라는 사실과 비교 판정법으로부터 증명될 수 있다.

## 예

### 기하급수와의 비교
급수 {\displaystyle \sum _{n=1}^{\infty }{\frac {1}{2^{n}-n}}}를 생각하자. 기하급수 {\displaystyle \sum _{n=1}^{\infty }{\frac {1}{2^{n}}}}가 수렴하고
{\displaystyle {\begin{aligned}\lim _{n\to \infty }{\frac {1/(2^{n}-n)}{1/2^{n}}}&=\lim _{n\to \infty }{\frac {2^{n}}{2^{n}-n}}\\&=\lim _{n\to \infty }{\frac {1}{1-n/2^{n}}}\\&={\frac {1}{1-0}}\\&=1\end{aligned}}}
이므로, 원래 급수는 수렴한다.

### 조화급수와의 비교
급수 {\displaystyle \sum _{n=1}^{\infty }\ln \left(1+{\frac {1}{n}}\right)}를 생각하자. 이를 조화급수와 비교하면
{\displaystyle {\begin{aligned}\lim _{n\to \infty }{\frac {\ln(1+1/n)}{1/n}}&=\lim _{x\to 0}{\frac {\ln(1+x)}{x}}\\&=\lim _{x\to 0}{\frac {(\ln(1+x))'}{x'}}\\&=\lim _{x\to 0}{\frac {1/(1+x)}{1}}\\&=1\end{aligned}}}
을 얻는다. 조화급수 {\displaystyle \sum _{n=1}^{\infty }{\frac {1}{n}}}는 발산하므로, 원래 급수도 발산한다.
마찬가지로, 급수 {\displaystyle \sum _{n=1}^{\infty }\sin {\frac {1}{n}}}는
{\displaystyle {\begin{aligned}\lim _{n\to \infty }{\frac {\sin(1/n)}{1/n}}&=\lim _{x\to 0}{\frac {\sin x}{x}}\\&=\lim _{x\to 0}{\frac {(\sin x)'}{x'}}\\&=\lim _{x\to 0}{\frac {\cos x}{1}}\\&=1\end{aligned}}}
이므로 발산한다.

### 기타
급수 {\displaystyle \sum _{n=1}^{\infty }{\frac {1}{n^{2}+2n}}}를 생각하자. 급수 {\displaystyle \sum _{n=1}^{\infty }{\frac {1}{n^{2}}}}는 수렴한다. (적분 판정법 또는 코시 응집 판정법을 사용할 수 있다.) 두 급수의 항의 비의 극한은
{\displaystyle {\begin{aligned}\lim _{n\to \infty }{\frac {1/(n^{2}+2n)}{1/n^{2}}}&=\lim _{n\to \infty }{\frac {n^{2}}{n^{2}+2n}}\\&=\lim _{n\to \infty }{\frac {n}{n+2}}\\&=\lim _{n\to \infty }{\frac {1}{1+2/n}}\\&={\frac {1}{1+0}}\\&=1\end{aligned}}}
이다. 극한 비교 판정법에 따라, 원래 급수는 수렴한다.
급수 {\displaystyle \sum _{n=3}^{\infty }\ln \cos {\frac {\pi }{n}}}를 생각하자. (이는 음의 실수 항들로 이루어진다.) 0으로 수렴하는 두 수열 {\displaystyle (a_{n})_{n=0}^{\infty }} 및 {\displaystyle (b_{n})_{n=0}^{\infty }}에 대하여, 편의상
{\displaystyle \lim _{n\to \infty }{\frac {a_{n}}{b_{n}}}=1}
을 {\displaystyle a_{n}\sim b_{n}}으로 쓰자. 그렇다면,
{\displaystyle {\begin{aligned}\ln \cos {\frac {\pi }{n}}&=\ln(1+\cos {\frac {\pi }{n}}-1)\\&\sim \cos {\frac {\pi }{n}}-1\\&=-2\sin ^{2}{\frac {\pi }{2n}}\\&\sim -{\frac {\pi ^{2}}{2n^{2}}}\end{aligned}}}
이다. {\displaystyle \sum _{n=1}^{\infty }{\frac {1}{n^{2}}}}이 수렴하므로, 원래 급수는 수렴한다.

## 같이 보기
- 수렴판정법
- 비교 판정법

## 참고 문헌
- Tao, Terence (2016). 《Analysis I》. Texts and Readings in Mathematics (영어) 37 3판. Singapore: Springer. doi:10.1007/978-981-10-1789-6. ISBN 978-981-10-1789-6. ISSN 2366-8725. LCCN 2016940817.